# Příklonka
Příklonka (enklitikon) je slovo (zpravidla krátké), které nemá vlastní přízvuk. Tvoří přízvučný celek se slovem předcházejícím. V některých případech se mohou příklonky psát s předchozím slovem dohromady, např. české tys udělal.
Slova, která tvoří přízvučné celky se slovy následujícími, nazýváme předklonky (proklitika). Souhrnný název pro příklonky a předklonky je klitika (j. č. klitikon).

## Příklonky v české větě
Příklonky v české větě, která má jinak volný slovosled, nepodléhají aktuálnímu větnému členění, nýbrž mají své pevné postavení (zpravidla) na druhém místě.
Na první pozici (vyznačené kurzivou) může být:
- holý větný člen (jednotlivé slovo nebo výraz)

Jmenuji se Jan. V noci se ochladilo.
- rozvitý větný člen

Cestující bez platné jízdenky se vystavuje nebezpečí pokuty.
- větný člen rozvitý vedlejší větou přívlastkovou

Cestující, který nemá platnou jízdenku, se vystavuje nebezpečí pokuty.
- vedlejší věta (je-li možné nahradit ji zájmenem to)

Kdo to udělal, se nikdy nezjistilo.
- spojka nebo spojovací výraz s výjimkou a, i, ale

Slíbil, že se vrátí, ale už se nikdy neukázal.

### Pořadí enklitik v češtině
Sejde-li se v jedné větě více příklonek, jejich pořadí je následující:
- spojka -li
- pomocné sloveso v minulém čase – jsem, jsi (-s), jsme, jste – a v podmiňovacím způsobu – bych, bys, by, bychom, byste
- krátké tvary zvratných osobních zájmen – si, se
- krátké tvary osobních zájmen v dativu – mi, ti, mu
- krátké tvary osobních zájmen v akuzativu – mě, tě, ho, tu, to
- příslovečné určení místa – tam, tu
- spojky a další výrazy – však, tak

Příklady:
- Prohlížel jsem si ho. Já jsem si ho prohlížel.
- Budeš-li se pilně učit…
- Řekls mu to? Tys mu to řekl?
- Nedovolil bych si se mu tam tak smát.
- Byli jsme s dcerou na horách a ona si mi ti tam zlomila nohu.

Uvedené příklady jsou tzv. příklonky stálé. Kromě toho existují i příklonky nestálé, které buď mohou mít přízvuk a chovat se jako jiný větný člen, nebo jsou bez přízvuku a stojí ve větě na druhém místě. Příklad:
- Vitamin D podporuje využití vápníku v těle, a ˈtak ˈchrání před osteoporózou. – tak je pod přízvukem.
- Vitamin D podporuje využití vápníku v těle, a ˈchrání tak před osteoporózou. – tak není pod přízvukem, tvoří přízvučný celek se slovem chrání. (Pravopisná poznámka: Umístění slova tak nemá vliv na skutečnost, že se jedná o důsledkový poměr mezi větami, v obou případech se před spojkou a píše čárka.)